# Svarttjärnen (Tanums socken, Bohuslän)
Svarttjärnen är en sjö i Tanums kommun i Bohuslän och ingår i Örekilsälven-Strömsåns kustområde. Sjön är 5 meter djup, har en yta på 0,006 kvadratkilometer och befinner sig 110 meter över havet.